# ساوت ووتون
ساوت ووتون (به انگلیسی: South Wootton) یک روستا و محله مدنی در بریتانیا است که در King's Lynn and West Norfolk واقع شده‌است. ساوت ووتون ۸٫۵۴ کیلومتر مربع مساحت و ۴٬۲۴۷ نفر جمعیت دارد.